# マヌエル・リベラ＝オルティス
マヌエル・リベラ＝オルティス（Manuel Rivera-Ortiz、1968年12月23日 - ）は、プエルトリコ出身の写真家。
彼は後発発展途上国で暮らす人々の環境を捉えた社会的な記録写真で知られる。
リベラ＝オルティスはニューヨーク州ロチェスター、ニューヨーク市、チューリヒに在住している。

## ギャラリー

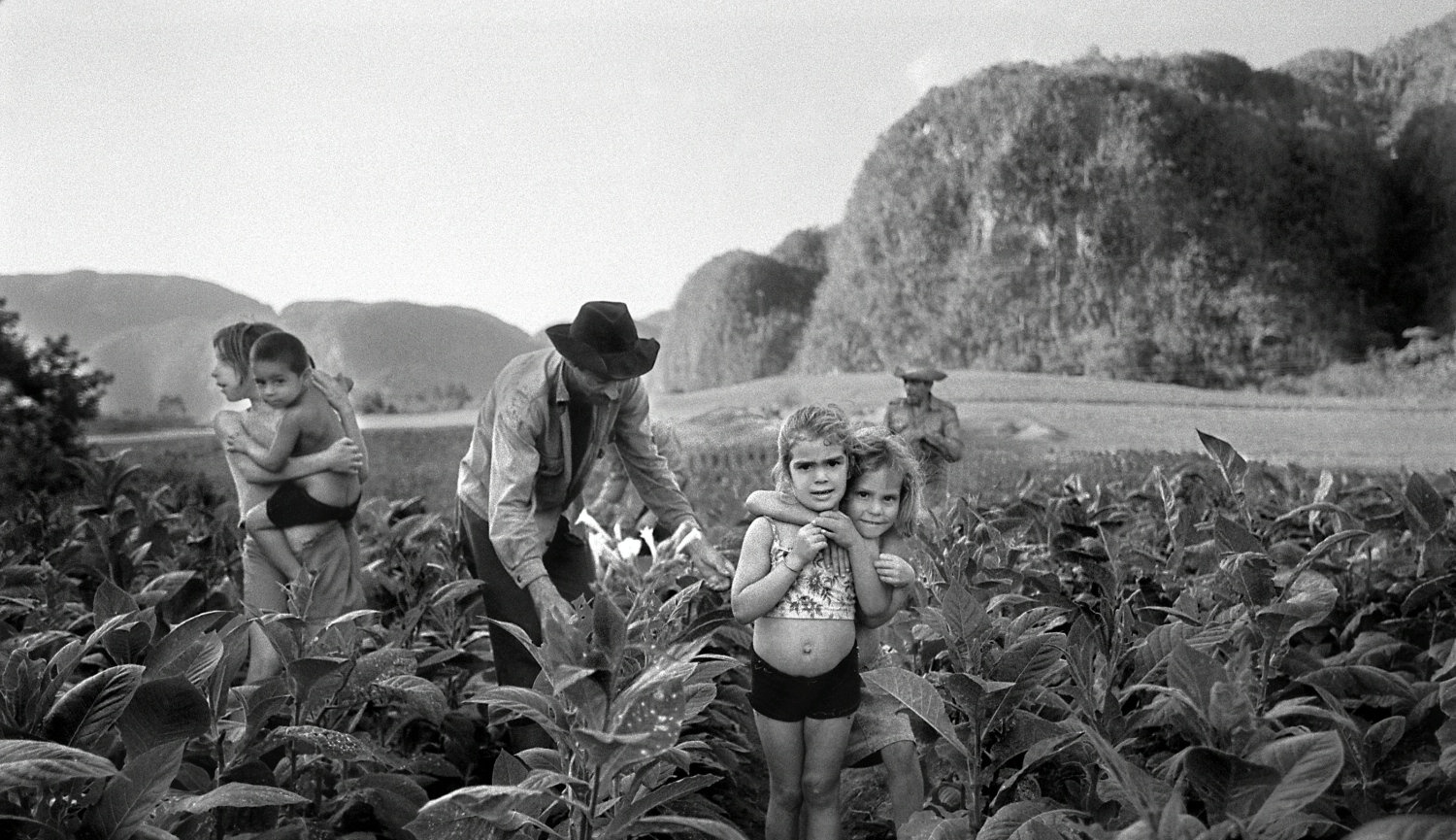
タバコの収穫 キューバ、ビニャーレス渓谷  (2002年)
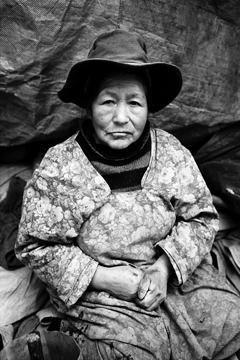
鉱山の未亡人 ボリビア、ポトシ (2004年)
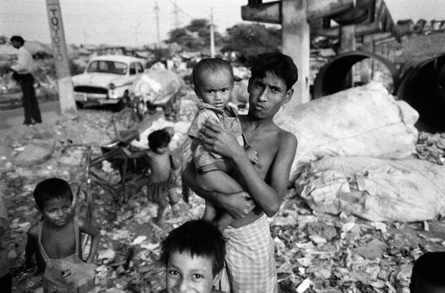
街のゴミ捨て場 インド、デリーのヤムナー川のスラムにて (2005年)